# Lila Downs

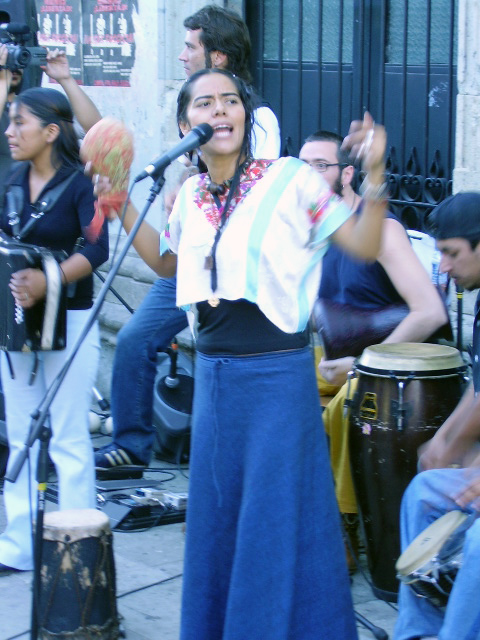
Lila Downs

Lila Downs Sánchez (Tlaxiaco, 19 september 1968) is een Mexicaanse zangeres.
Downs is geboren in de staat Oaxaca met een Amerikaanse vader en een Mixteekse moeder. In haar tienerjaren verhuisde ze naar de Verenigde Staten waar ze aan de Universiteit van Minnesota antropologie studeerde. Terug in Mexico begon ze haar zangcarrière, waarin ze veel gebruik maakte van Mixteekse en andere inheems Mexicaanse motieven. Ze leerde de Amerikaanse jazzsaxofononist Paul Cohen kennen, met wie ze samen optrad en later trouwde. In recente jaren hebben Downs en haar band tournees gemaakt in Latijns-Amerika, de Verenigde Staten en Europa, en zong voor de soundtrack van de film Frida.